# Honda Civic (третье поколение)
Honda Civic (рус. Хо́нда Сиви́к) — большое и разнообразное семейство легковых автомобилей, выпускаемое японской компанией Honda Motor с 1972 года.
К началу 1980-х Civic продавался почти в 90 странах мира, это семейство автомобилей Honda стало поистине глобальным. Так что, при создании моделей третьего поколения разработчики постарались учесть интересы всех потенциальных групп покупателей.
Были сформированы несколько проектных групп, работавших по разным направлениям, причём некоторые разрабатывались впервые. Стакиваясь со множеством проблем, решая их, конструкторы постепенно формировали автомобиль, наиболее близкий к изначальному замыслу. Следуя фирменной концепции «Максимум — людям, минимум — технике» (M.M., Man-Maximum. Mecha-Minimum.), разработчики старались по полному использовали все особенности переднего привода. Вся механика была переработана с целью сделать каждый узел компактнее и легче, но эффективнее. Иногда трудности казались непреодолимыми, а проблемы неразрешимыми, и это было хорошим стимулом к интенсивной работе, технические новинки сыпались как из рога изобилия. По окончании разработки нового семейства было зарегистрировано 370 патентов.
Осенью 1983 года двухдверное купе Civic CR-X, трёхдверный хетчбэк Civic, четырёхдверный седан Civic (который в Японии продавался под маркой Ballade) и пятидверный минивэн Civic Shuttle были представлены в Японии. Civic был тут же признан «Лучшим автомобилем в Японии».

## Кузов и оборудование

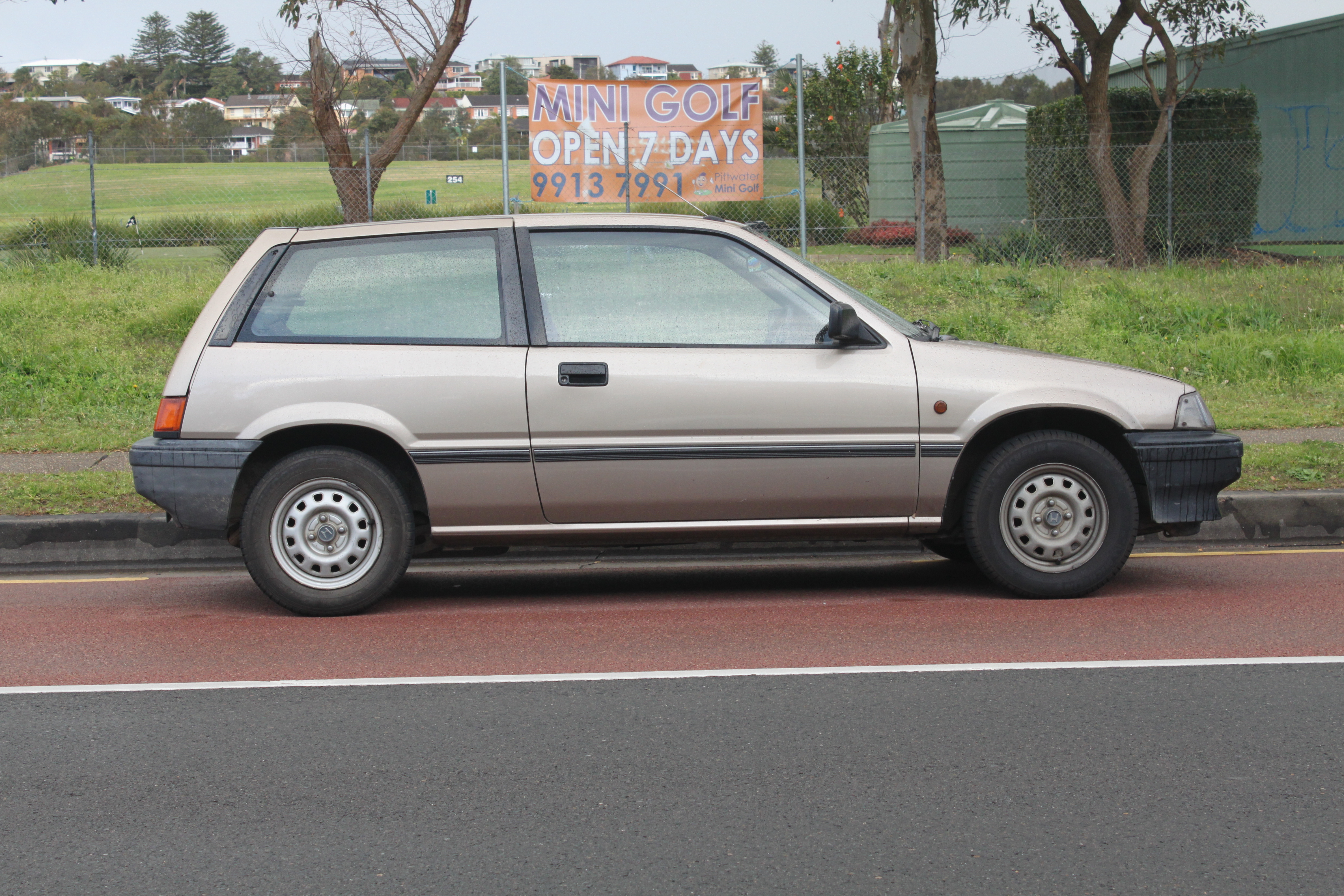
Хетчбэк Honda Civic

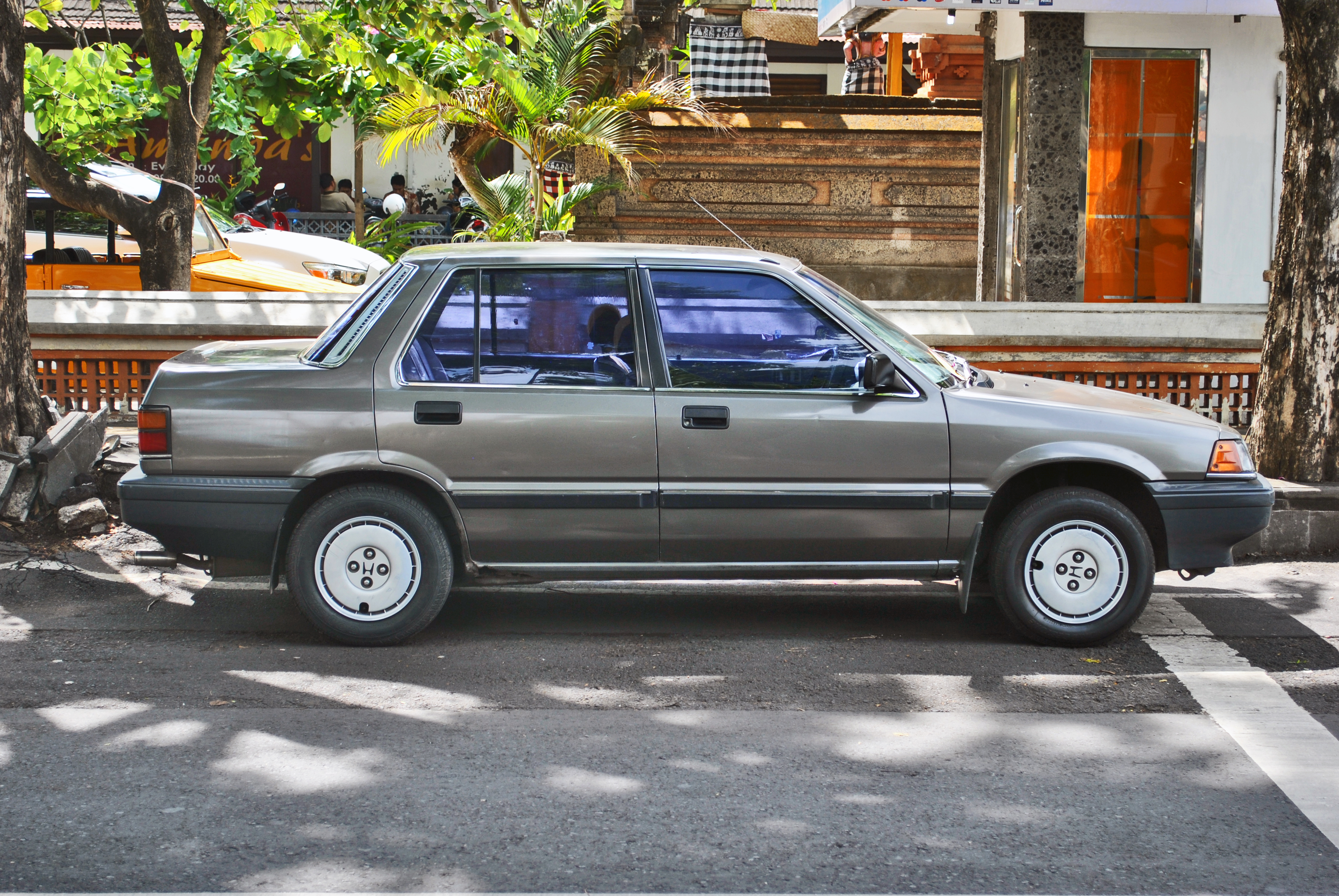
Седан Honda Civic

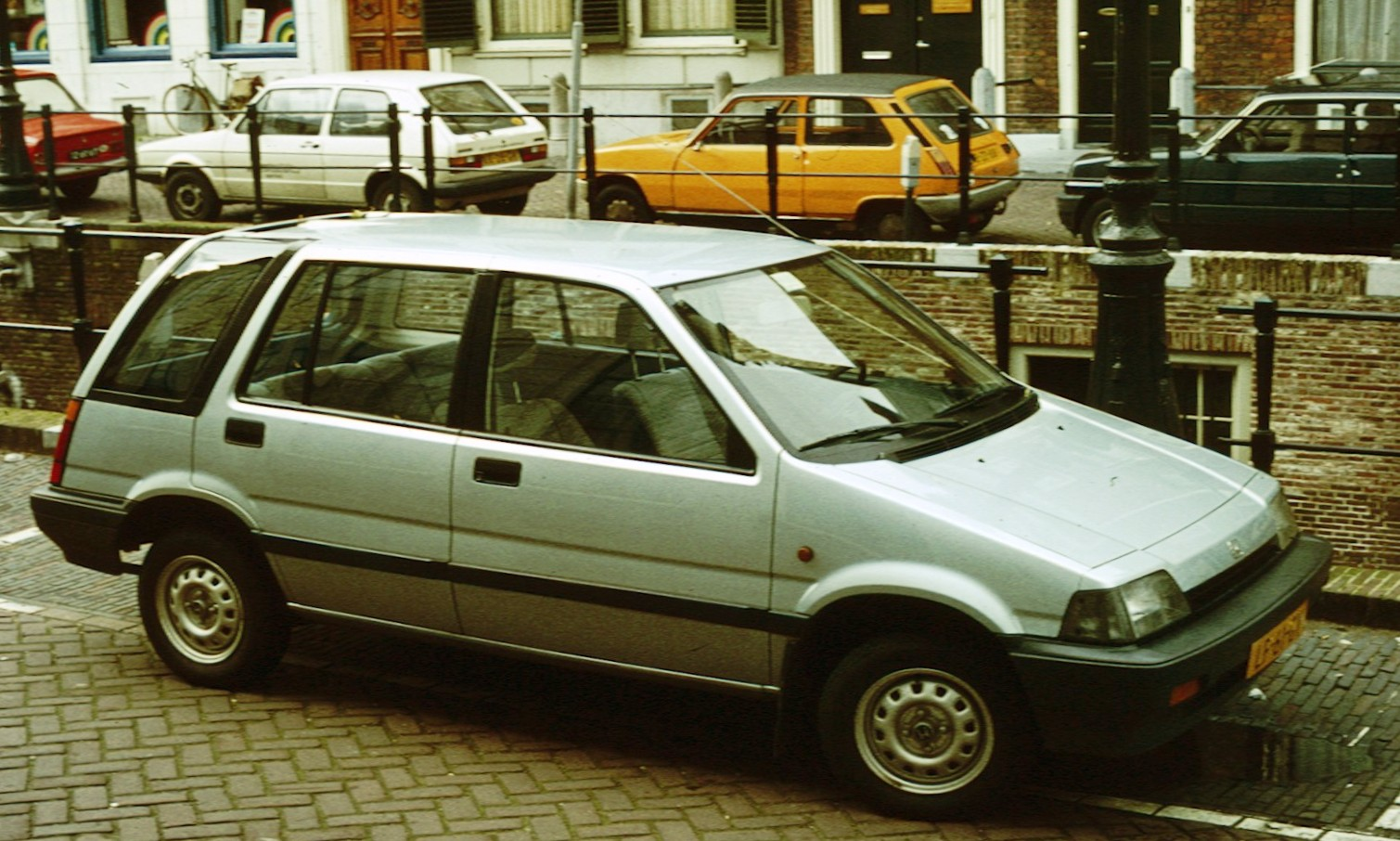
Honda Civic Shuttle

Трёхдверный хетчбэк Civic объединял в себе компактные габариты с большим и практично организованным внутренним пространством. Клиновидный нос и растянутая крыша, которая резко обрывалась сзади придали автомобилю гладкий обтекаемый силуэт, по форме напоминающий пулю, что положительно сказалось на коэффициенте аэродинамического сопротивления, который равнялся 0,35.
Традиционный четырёхдверный седан Civic, выполненный в том же рублёном клиновидном стиле совмещал возросшие габариты с хорошей обтекаемостью.
Благодаря компактному двигателю и плотной компоновке передка получился наклонённый и короткий нос, а высокий багажник позволил улучшить прохождение воздуха в задней части, благодаря чему коэффициент аэродинамического сопротивления седана составил 0,39.
Универсальный пятидверный автомобиль Civic Shuttle (Челнок) задумывался как связующее звено между городом и деревней, снующий туда-сюда автомобиль, одинаково пригодный и там и сям. Несмотря на относительно крупные размеры, Civic Shuttle также обладал высокой аэродинамической эффективностью. В частности, был сделан упор на полное подавление подъёмной силы, отрывающей автомобиль от дороги. Коэффициент аэродинамического сопротивления минивэна составлял всего 0,39.
Помимо самой формы кузова всех трёх автомобилей, большинство наружных деталей также участвовали в улучшении их аэродинамики. Новый большой передний бампер, выполненный из лёгкого, но стойкого к ударам пластика, разделял набегающий воздушный поток, снижая подъёмную силу спереди. Специальной формы галогенные фары были плотно вписаны в оформление передка. Выполненные заподлицо двери ликвидировали ступеньку между боковиной и крышей, а приклеенные переднее и заднее стёкла до минимума сократили зазор по их периметру. Так удалось создать гладкие кузова без ненужных выступов, формировавших завихрения и дополнительные потери.
Спрятанные за кромкой капота стеклоочистители, также снижали сопротивление воздуха. На заднем окончании крыши хетчбэка и минивэна располагался небольшой дефлектор, который, отбрасывая поток набегающего воздуха на заднее стекло, очищал его, одновременно создавая небольшую силу, прижимающую заднюю часть автомобиля к дороге. Огромные задние фонари хетчбэка и седана, располагавшиеся от края до края, были хорошо заметны и являлись отличительной чертой этих автомобилей.
Выполненные в виде монокока лёгкие и жёсткие кузова всех моделей имели сминающийся передок, хорошо поглощавший энергию удара при аварии. Пространство же занятое пассажирами было окружено жёсткой конструкцией, защищавшей людей.
Большая площадь остекления создавала ощущение пространства в салоне и обеспечивала хорошую обзорность. Спереди водителя окружала панорамная передняя панель, простые формы которой только подчёркивали широкое и свободное пространство. Для удобства, рулевое колесо было овальным, немного сплюснутым сверху и снизу, а рулевая колонка имела регулировку по углу наклона. Все индикаторы и переключатели, как в настоящем спортивном автомобиле располагались на нужных местах. Управление передними и задним стеклоочистителями и омывателем было сосредоточено на одном подрулевом переключателе. Двухскоростной вентилятор в обычном режиме нагнетал воздух во все стороны. При переключении на быстрый режим, можно было открыть особый воздуховод по центру, который точечно подавал струю воздуха, создавая ощущение как от кондиционера. Спинки передних сидений, предварительно сняв подголовники, можно было полностью откинуть вровень с подушкой заднего. Оригинальное заднее сиденье сдвигалось вперед-назад на 100 миллиметров, а его разделённая надвое спинка могла наклоняться.
Потрясающе большое жизненное пространство Civic Shuttle простиралось не только в стороны, но и вверх, в том числе и благодаря изогнутым, заходящим на крышу задним боковым окнам. Подняв подушку заднего сиденья вперёд и сложив спинки, можно было увеличить грузовое отделение. А если сдвинуть передние сиденья, то подушка заднего откидывалась вперёд полностью и вместе со сложенными спинками получался огромный багажник с ровным полом. Полный света салон мог стать ещё ярче благодаря опционному прозрачному люку из тонированного стекла, который легко открывался и закрывался нажатием одной кнопки. Ещё больше комфорта добавляли имеющиеся только у Civic Shuttle специальные воздуховоды, направлявшие горячий воздух отопителя к ногам задних пассажиров.

## Двигатели и трансмиссия
Автомобили со всеми типами кузовов оснащались четырёхцилиндровыми бензиновыми двигателями Honda серии E оригинальной двенадцатиклапанной конфигурации. Расположенный в головке цилиндров один верхний распредвал (SOHC) приводил в движение по три клапана на цилиндр, два впускных и один выпускной. Считалось, что горячему выходящему газу достаточно одного большого клапана, а два небольших клапана на входе обеспечивали требуемую подачу холодной топливной смеси, заодно качественно её перемешивая благодаря движущимся навстречу друг другу потокам (crossflow). Двигатели имели фирменную систему форкамерно-факельного зажигания CVCC при которой богатая бензином смесь подавалась в отдельную камеру (форкамеру), где поджигалась и горящим факелом врывалась в основную камеру сгорания двигателя. Такая система способствовала лучшему сжиганию топлива, обеспечивая его экономию и снижая токсичность выхлопных газов. Часть двигателей оснащалась собственной разработки Honda системой впрыска топлива с электронным управлением PGM-F1.
Двигатели агрегатировались с четырёх- или пятиступенчатой механической коробкой с повышающими высшими (одной для четырёхступенчатой или двумя для пятиступенчатой) передачами. Либо собственной разработки Honda автоматической гидромеханической трёх- (с двигателем 1300) или четырёхступенчатой (с двигателем 1500) трансмиссией Hondamatic. Она представляла собой обычную коробку передач с параллельными валами, каждое зубчатое зацепление которой имело собственное небольшое сцепление с гидроприводом, за счёт чего и осуществлялось автоматическое переключение передач. Коробка имела гидротрансформатор, который блокировался на высшей передаче, позволяя без потерь использовать всю тягу двигателя.
Civic Shuttle мог оснащаться полноприводной трансмиссией. В ней вращение на заднюю ось передавалось с помощью трёхзвенного карданного вала со скользящим вперёд-назад разъёмом в опоре, благодаря чему компенсировалось перемещения заднего моста. А использование шарниров равных угловых скоростей типа Трипоид позволяло передавать вращение без вибрации и шума. Включался режим в помощью вакуумного сервопривода, использующего разряжение во впускном коллекторе двигателя, а задействовался с помощью кнопки, что было очень легко и просто. В дополнение ко всему, на полноприводном автомобиле применялась специальная шестиступенчатая механическая коробка передач с дополнительной сверхнизкой (SL, Super Low) передачей. Она находилась ниже первой (нулевая передача) и использовалась для увеличения тяги в сложных дорожных условиях
| Двигатели | Двигатели          | Двигатели           | Двигатели                        | Двигатели                   | Двигатели       |
| --------- | ------------------ | ------------------- | -------------------------------- | --------------------------- | --------------- |
|           | рабочий объём, см³ | цилиндров/ клапанов | мощность, л. с./ обороты, об/мин | момент, Нм/ обороты, об/мин | система питания |
| ZA        | 1187               | 4-цил./12-кл. SOHC  | 55/6000                          | 82/3000                     | карбюратор      |
| EV        | 1342               | 4-цил./12-кл. SOHC  | 80/6000                          | 111/3500                    | карбюратор      |
| EW        | 1488               | 4-цил./12-кл. SOHC  | 90/6000                          | 126/3500                    | карбюратор      |
| EW        | 1488               | 4-цил./12-кл. SOHC  | 100/5800                         | 130/4000                    | впрыск          |

## Ходовая часть
Идея по минимизации занимаемого механизмами пространства привела к разработке полностью нового шасси́ для Civic третьего поколения.. В передней независимой подвеске с качающимися стойками в качестве упругих элементов использовались продольные торсионы. Эти скручивающиеся валы были прикреплены к нижним рычагам, благодаря чему компактная как по высоте, так и по диаметру стойка оставила много пространства для размещения двигателя и позволила ниже опустить капот.
Задняя подвеска на балке с пружинами и продольными рычагами имела тягу Панара сзади и также была очень компактной. В первую очередь благодаря небольшим по высоте стойкам, объединяющим амортизатор и пружину. Особая её геометрия с наклонными рычагами повышала стабильность движения, а прогрессивные пружины, навитые из конического прутка, обеспечивали комфортную езду. Ещё одной особенностью задней подвески было использование выполненных заодно со ступицей корпусов подшипников. Такая конструкция снижала вес узла, повышала его защиту от грязи и не требовала обслуживания.
Традиционное для автомобилей Honda реечное рулевое управление могло быть дополнено гидроусилителем, что было достаточно редким предложением для автомобилей класса Civic того времени. В нём степень усиления менялась в зависимости от прилагаемой нагрузки. Руль был чрезвычайно лёгким при парковке и наливался усилием при движении по трассе, передавая водителю все ощущения от дороги.
В приводе тормозов применялся большой размерности семидюймовый вакуумный усилитель, снижавший усилие на педали тормоза. Спереди использовались большого диаметра тормозные диски, которые на более быстрых и тяжёлых моделях для лучшего рассеивания тепла были вентилируемыми. Задние барабанные тормоза имели механизм автоматической регулировки зазора между колодками и барабаном. В добавок ко всему, гидравлический привод был двухконтурным с диагональным разделением, что обеспечивало достаточную эффективность торможения даже при отказе.

## Civic Si

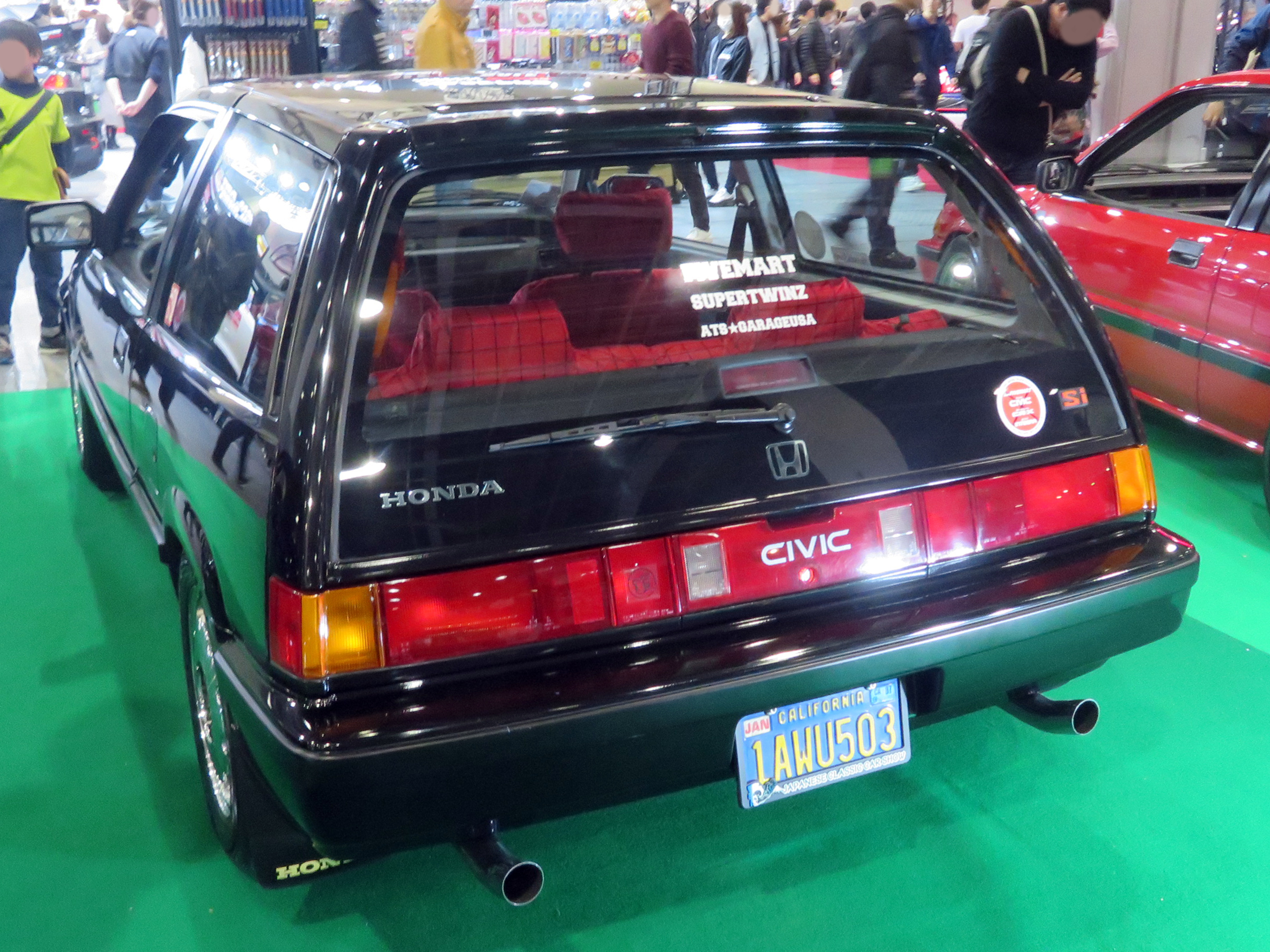
Хетчбэк Honda Civic Si на выставке тюнингованных автомобилей в Осака

Спортивные трёхдверный хетчбэк и четырёхдверный седан Civic Si оснащались шестнадцатиклапанным с двумя верхними распредвалами (DOHC) бензиновым двигателем Honda серии D. Этот легкий и компактный мотор имел особой конструкции головку цилиндров с полыми распредвалами, специальной формы камеру сгорания с центральным расположением свечи зажигания и настроенный впускной коллектор с длинными каналами. Все эти технические ухищрения позволили получить экономичный и мощный двигатель, который для лучшего охлаждения был дополнен масляным радиатором. Мотор агрегатировался либо с пятиступенчатой механической коробкой передач, либо с трёхступенчатой автоматической трансмиссией Hondamatic с повышающей высшей передачей, на которой блокировался гидротрансформатор. В трансмиссии для привода колёс использовались новые валы большей длины.
Спереди у автомобилей были установлены тормоза с вентилируемыми дисками и специальными более термостойкими полуметаллическими колодками.
Внешне модели отличались окрашенными в цвет кузова специальными бамперами, небольшим выступом на капоте и дополнительным спойлером на кромке крышки багажника седана, прижимавшем задние колёса к дороге на высокой скорости. В салоне было установлено специально с более выраженной боковой поддержкой водительское кресло, тонированные стёкла «по кругу» заказывались отдельно.
| Двигатель | Двигатель          | Двигатель           | Двигатель                        | Двигатель                   |
| --------- | ------------------ | ------------------- | -------------------------------- | --------------------------- |
|           | рабочий объём, см³ | цилиндров/ клапанов | мощность, л. с./ обороты, об/мин | момент, Нм/ обороты, об/мин |
| ZC        | 1590               | 4-цил./16-кл. DOHC  | 135/6500                         | 152/5000                    |

## Оценка
Журналисты известного британского автомобильного издания Motor, оценивая хетчбэк Civic отметили, что он выполнен в традиционном для автомобилей такого класса трапецеидальном стиле. Хотя, более вертикальный задок и вытянутая крыша придают модели сходство с универсалом. Более радикально оформленная задняя часть с зачернённой дверью багажника и яркой полоской фонарей от края до  края кому-то нравилась, а кому-то нет. Что вызывало восторг у всех, так это 1,3-литровый двигатель, который легко и ровно раскручивался до 6500 оборотов в минуту. Без лишнего шума он мощно тянул автомобиль в любых условиях. Коробка передач переключалась легко, чётко и беспроблемно, и имела хорошо подобранный под характеристику мотора ряд передаточных чисел. Ко всему этому стоило добавить легко и мягко работающее сцепление.
Рулевое управление нельзя было назвать быстрым и острым, но достаточно точное и информативное, оно соответствовало хорошо сбалансированному шасси. Плавность хода была не столь хороша, как управляемость, но подвеску нельзя назвать избыточно жёсткой, она всегда адекватно сглаживала неровности. Чего подвеска не любила, так это частых поперечных волн на дороге, вызывавших неприятные вибрации кузова.
Спереди в салоне было просторно во всех направлениях, а диапазон перемещения кресел — просто шикарный. Заднее же пространство разочаровывало, особенно учитывая то, что Civic был не самым маленьким автомобилем. Перемещаемое заднее сиденье, неплохая идея сама по себе, но применительно к Civic скорее была похожа на шутку. Только когда спереди сидели люди среднего роста, а заднее было сдвинуто назад до максимума, на нём можно более-менее устроиться. Но, заглянув в микроскопический багажник, понимаешь назначение сдвигающегося заднего дивана. Так, объём багажника возрастал почти наполовину при сдвинутом максимально вперёд заднем сиденье. Тестеров раздражало практически полное отсутствие мест для хранения мелочей в салоне, было похоже, что Honda сосредоточила всё свой внимание на внешности, а на обустройство салоне не хватило сил.
Несмотря на то, что даже самые большие водители легко устраивались спереди, бесформенные передние кресла были отвратительными. В то же время все кнопки и рычажки были расположены правильно, педали находились на своём месте, а приборы легко читались. Постоянно заедающими ползунками отопителя старались не пользоваться. Так же как и переключать скорости вентилятора, который был очень шумным. Далеко расположенные выходы вентиляции слабо подавали воздух и были эффективны только на высокой скорости.
В целом же хетчбэк Civic оценивался как  быстрый, экономичный и приятный в управлении автомобиль. Если же вам требовалась хорошо укомплектованная машина на четверых, то лучше поискать что-то другое.